# Dalbergia

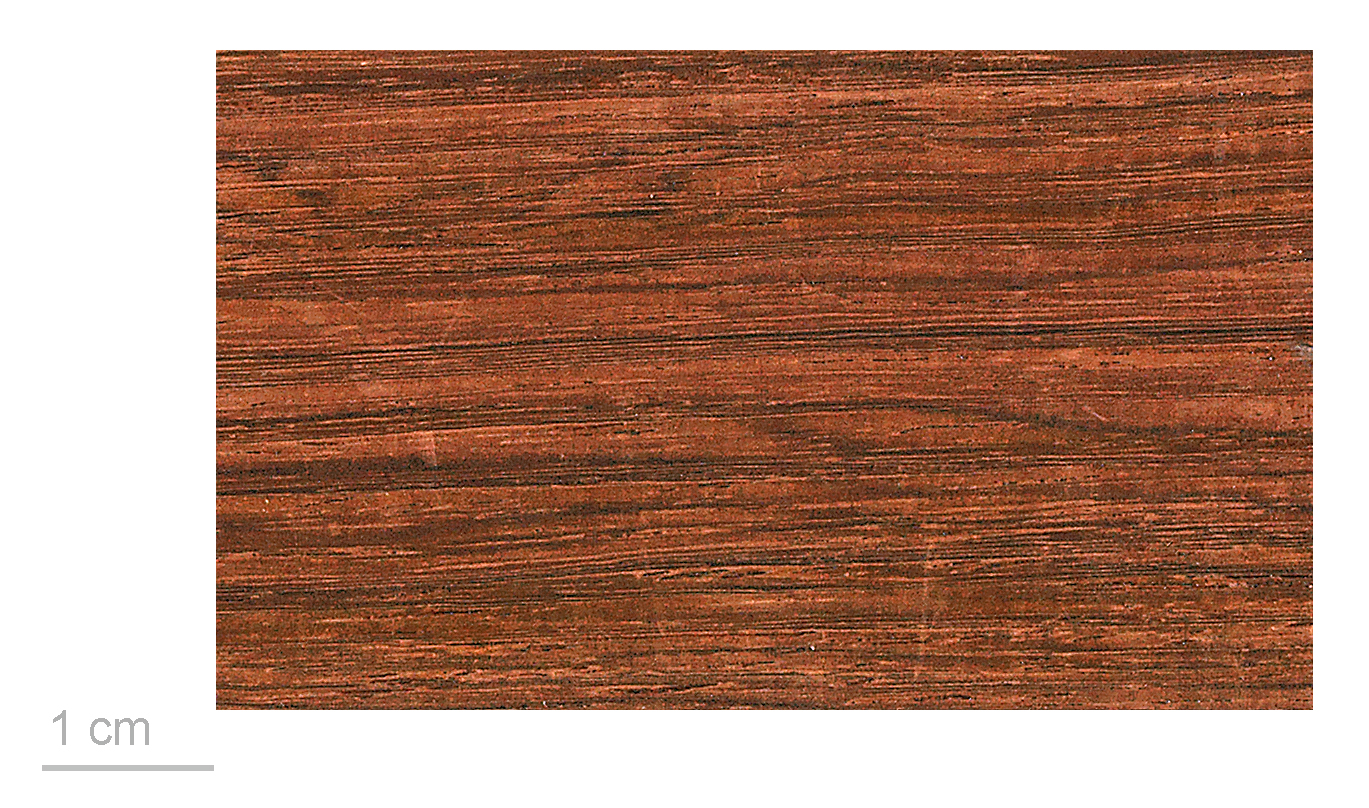
Dalbergia sp.

Dalbergia es un gran género pantropical de pequeños a medianos árboles, arbustos y lianas de la  familia de las leguminosas Leguminosae o Fabaceae, subfamilia Faboideae. Es reconocido porque algunas de sus especies se comercializan por su madera de muy alta calidad, utilizada para la fabricación de instrumentos musicales, salas de conciertos, y muebles de lujo. Respecto a esto, muchas especies se encuentran amenazadas debido a la tala selectiva ilegal, la sobreexplotación y la deforestación.

## Descripción
Son árboles, arbustos, o bejucos. Hojas imparipinnadas; folíolos 1–muchos, alternos, estipelas ausentes; estípulas persistentes o caducas. Racimos, panículas o cimas, terminales, axilares o laterales, brácteas subpersistentes, bractéolas pequeñas apareadas en la base del cáliz, a menudo caducas; cáliz campanulado, lobos 5, subiguales o desiguales, el carinal más largo que los demás; pétalos glabros, blancos a amarillo-anaranjados o purpúreos; estambres 10, monadelfos, diadelfos o triadelfos o el estambre vexilar ausente, anteras pequeñas, dídimas, basifijas, con dehiscencia apical. Frutos elípticos, oblongos, orbiculares, falcado-reniformes o lunulares, generalmente comprimidos, indehiscentes; semillas 1–4 (–6), reniformes, cafés.

## Distribución
Tiene amplia distribución, nativa de regiones tropicales de América Central y de Sudamérica, África, Madagascar y sur de Asia.  La cantidad de especies del género está disputada, con diferentes autoridades citando entre 100 a 600 spp.; ILDIS acepta 159 spp.
Especies selectas de importancia económica
- Dalbergia acuta Benth.
- Dalbergia armata E.Mey
- Dalbergia brownei Schinz
- Dalbergia cearensis Ducke
- Dalbergia cibix Pittier
- Dalbergia cochinchinensis
- Dalbergia ecastaphyllum (L.) Taub. - maray-maray, péndola[4]
- Dalbergia decipularis Rizzini & A.Mattos
- Dalbergia frutescens (Vell.) Britton
- Dalbergia granadillo Pittier
- Dalbergia laterifolia Benth.
- Dalbergia melanoxylon Gill. & Perr. (granadillo negro)
- Dalbergia monetaria L.f. - péndola[4]
- Dalbergia monophylla G.A.Black
- Dalbergia nigra (Vell.) Allemão ex Benth. (jacarandá)
- Dalbergia retusa Hemsl. (cocobolo)
- Dalbergia simpsonii Rudd (endémica del Perú. 'Sheesham, Sissoo' ?)
- Dalbergia stevensonii Standl.
- Dalbergia tomentosa (Spruce ex Benth.) Ducke
- Dalbergia sissoo Rudd (Sheesham, Sissoo)

### Usos
Muchas especies de Dalbergia son importantes árboles maderables, valuadas por su decorativa figura y la fragancia de su madera, rica en aceites aromáticos.  La más famosa de ellas es la Dalbergia nigra madera rosa, así llamada debido a su aroma, y muchas otras especies tienen semejante característica.
D. nigra  Río, Bahía, madera rosa brasileña, Palisander de Río Grande, o Jacarandá; excesivamente explotada en el pasado, está ahora citada por el CITES.  La 2ª más deseada madera rosa en occidente es Dalbergia latifolia conocida en Oriente como "madera rosa india" o Sonokeling. La mayoría de las especies de madera rosa tienen un color amarronado. Y notar que solo pocas especies de Dalbergia dan madera rosa. 
La brasileña "tuli" Dalbergia decipularis es color cremosa con líneas rojas o salmón. No confundir con "tuli"  Liriodendron tulipifera, usada en cajones descartables. 
Otra similarmente usada (pero púrpura con tiras negras), y también de Brasil, es la Dalbergia cearensis, todas son pequeños árboles de no más de 10 m. Otro notable productor de madera es el Cocobolo, Dalbergia retusa, de América Central, con un espectacular anaranjado decorativo. 
El granadillo negro (Dalbergia melanoxylon) tiene una madera intensamente negra muy demandada para construir instrumentos musicales de viento.
Las especies de Dalbergia son alimento de larvas de algunas especies de Lepidoptera incluyendo a Bucculatrix mendax que solo come Dalbergia sissoo.
Las especies de Dalbergia son notorias por causar reacciones alérgicas debido a la presencia de quinonas sensibilizantes en la madera.

## Taxonomía
El género fue descrito por Carlos Linneo el Joven y publicado en Supplementum Plantarum 52–53, 316–317. 1781[1782]. La especie tipo es: Dalbergia lanceolaria L. f.

## Conservation
Todas las especies de Dalbergia están protegidas por la  (CITES). (Convention on International Trade in Endangered Species of Wild Fauna and Flora). Excepto Dalbergia nigra están todas las especies en el apéndice II. D.nigra tiene mayor grado de protección al estar en el apéndice I. Es de destacar por tanto que las fuerzas de seguridad se incauten cuando lo detectan de partidas de madera de estas especies.